# 대명 (유송)
대명(大明, 457년 ~ 464년)은 유송(劉宋) 효무제(孝武帝)유준(劉駿)의 두번째 연호이다. 8년 동안 사용하였다. 464년 윤 5월, 효무제의 뒤를 이어 즉위한 전폐제(前廢帝)가 남은 7개월 동안 이어서 사용하였으며 465년에 개원하였다.

## 개원
- 효건(孝建) 4년 1월 1일[1](457년 2월 10일)에 연호를 대명(大明)으로 개원함.[2][3][4][5]

- 대명(大明) 9년 1월 1일[6](465년 2월 12일)에 연호를 영광(永光)으로 개원함.[7][3][8][5]

## 연대 대조표
| 대명                  | 원년            | 2년        | 3년        | 4년             | 5년        | 6년        | 7년        | 8년        |
| 서기                  | 457년           | 458년      | 459년      | 460년           | 461년      | 462년      | 463년      | 464년      |
| 간지                  | 정유(丁酉)      | 무술(戊戌) | 기해(己亥) | 경자(庚子)      | 신축(辛丑) | 임인(壬寅) | 계묘(癸卯) | 갑진(甲辰) |
| 북위 (北魏)           | 태안(太安) 3년  | 4년        | 5년        | 화평(和平) 원년 | 2년        | 3년        | 4년        | 5년        |
| 고창 북량 (高昌 北凉) | 승평(承平) 15년 | 16년       | 17년       | 18년            | -          | -          | -          | -          |

## 동시대 연호

### 중국
북위(北魏)
- 태안(太安) (455년 ~ 459년)
- 화평(和平) (460년 ~ 465년)

고창북량(高昌北凉)
- 승평(承平) (443년 ~ 460년)

### 몽골
유연(柔然)
- 영강(永康) (464년 ~ 485년)

## 같이 보기
- 다른 왕조의 같은 연호
  - 대의녕(大義寧) 대명(大明, 931년 ~ 937년)

- 중국의 연호 목록